# Campo Victoria
Campo Victoria är en ort i Mexiko.   Den ligger i kommunen Ahome och delstaten Sinaloa, i den västra delen av landet, 1 200 km nordväst om huvudstaden Mexico City. Campo Victoria ligger 16 meter över havet och antalet invånare är 103.
Terrängen runt Campo Victoria är huvudsakligen platt, men norrut är den kuperad. Runt Campo Victoria är det ganska tätbefolkat, med 83 invånare per kvadratkilometer. Närmaste större samhälle är Los Mochis, 15,4 km sydost om Campo Victoria. Trakten runt Campo Victoria består till största delen av jordbruksmark.